# Aceraceae
Famille
Classification APG II (2003)
Classification APG III (2009)
La famille des Aceraceae est une famille de plantes dicotylédones. Selon Watson & Dallwitz elle comprend 200 espèces réparties en 2 genres :
- Acer - Érables (au moins 150 espèces)
- Dipteronia (deux espèces)

Ce sont des arbres ou des arbustes des régions tempérées de l'hémisphère nord et des zones montagneuses tropicales. 

Les érables en sont les représentants les plus connus.

## Étymologie
Le nom vient du genre type Acer, nom latin de l'érable.

## Classification
En classification phylogénétique APG (1998) jusqu'en classification phylogénétique APG III (2009) cette famille est invalide et ses genres sont incorporés dans la famille Sapindaceae.

## Description
Les Acéracées sont des arbres ou arbustes à feuilles ordinairement caduques, opposées, simples ou composées (p.ex. Acer negundo), et palminerves, sans stipules. 
- Fleurs généralement hermaphrodites, quelquefois dioïques, 5-mères, à pistil dimère.
- Corolle parfois avortée. Étamines souvent réduites à 8.
- Ovaire à 2 loges bi-ovulées.
- Fruit : une disamare à ailes unilatérales ou circulaires.

## Galerie

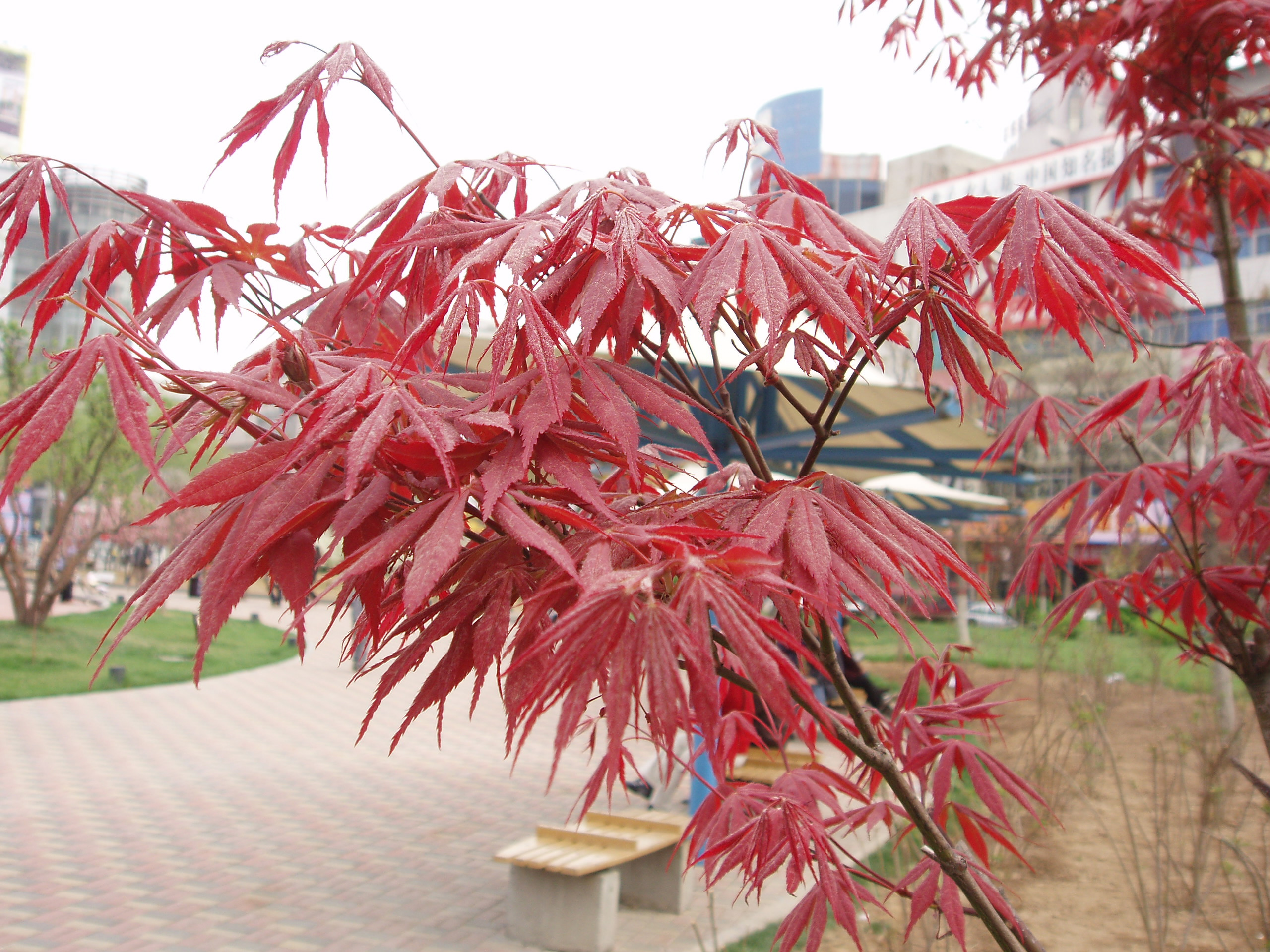
Acer palmatum